# Horst Wendlandt

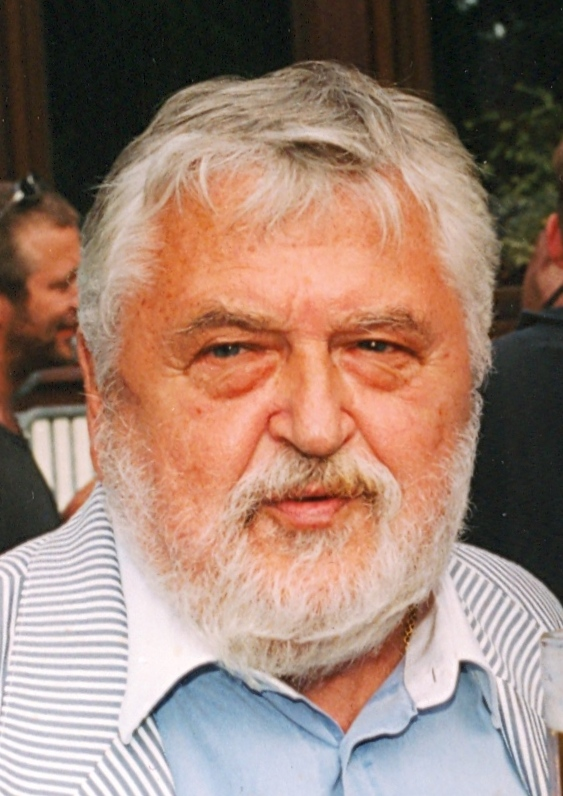
Horst Wendlandt

Horst Wendlandt (* 15. März 1922 in Criewen bei Schwedt; † 30. August 2002 in Berlin; geboren als Horst Otto Grigori Gubanov) war ein deutscher Filmproduzent.

## Leben

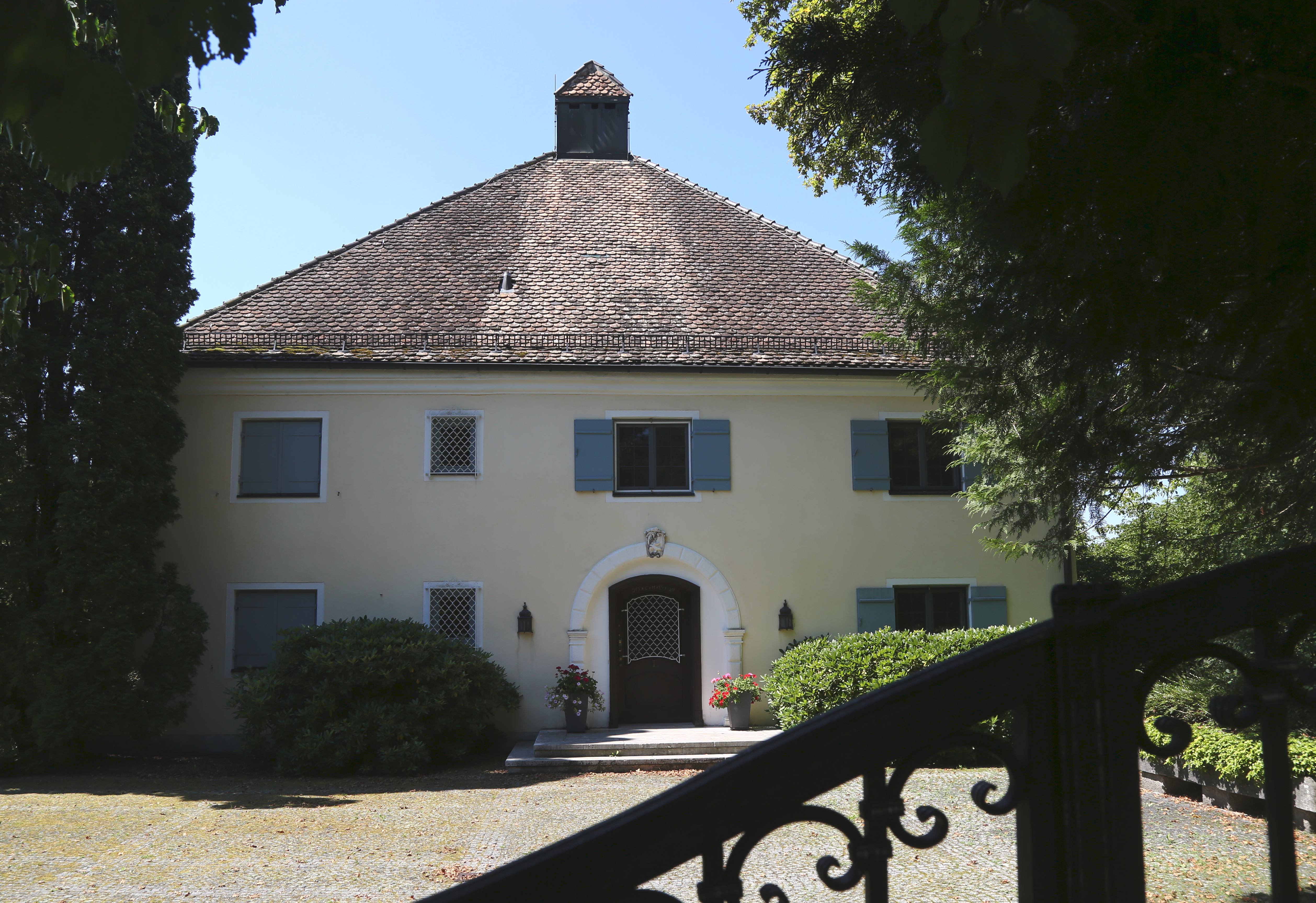
Gut Rothsee, Zweitwohnsitz von Horst Wendlandt seit 1969

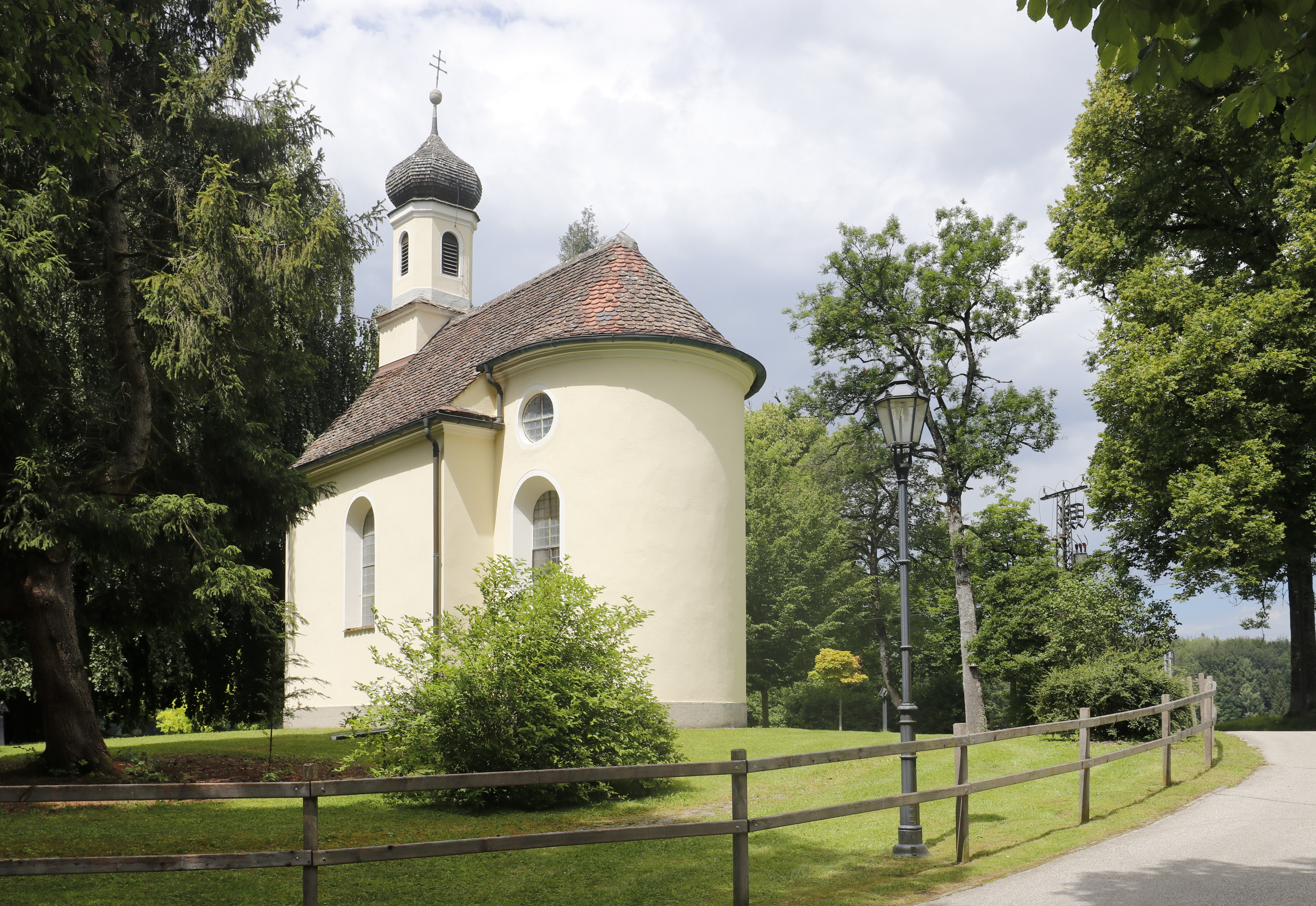
Kapelle von Gut Rothsee

Wendlandt war der Sohn eines russischen Landarbeiters und einer Deutschen. Er wurde von seiner Tante adoptiert und nahm ihren Namen an. Nach dem Besuch der Höheren Handelsschule absolvierte er 1939 eine Lehre beim Tobis-Tonbild-Syndikat, das ihn 1941 als Kassierer übernahm. Da ihm als russischem Staatsbürger die Internierung drohte, meldete er sich 1944 freiwillig bei der deutschen Luftwaffe. Nach seiner Gefangennahme durch die Amerikaner arbeitete er bis 1947 als Kriegsgefangener in einem französischen Bergwerk.
Zurück in Berlin, arbeitete Wendlandt wieder für verschiedene Filmfirmen, zunächst als Kassierer und dann als Herstellungsleiter. 1956 wurde er von Artur Brauner für dessen CCC-Filmgesellschaft engagiert. 1961 wechselte Wendlandt zur Rialto Film, bei der er ab 1972 über die Mehrheit der Anteile verfügte.
Daneben gründete Wendlandt 1971 die Verleihfirma Tobis Film, mit der er die Rechte an den Chaplinfilmen erwarb, die dann in den Folgejahren in diesem Verleih erschienen.

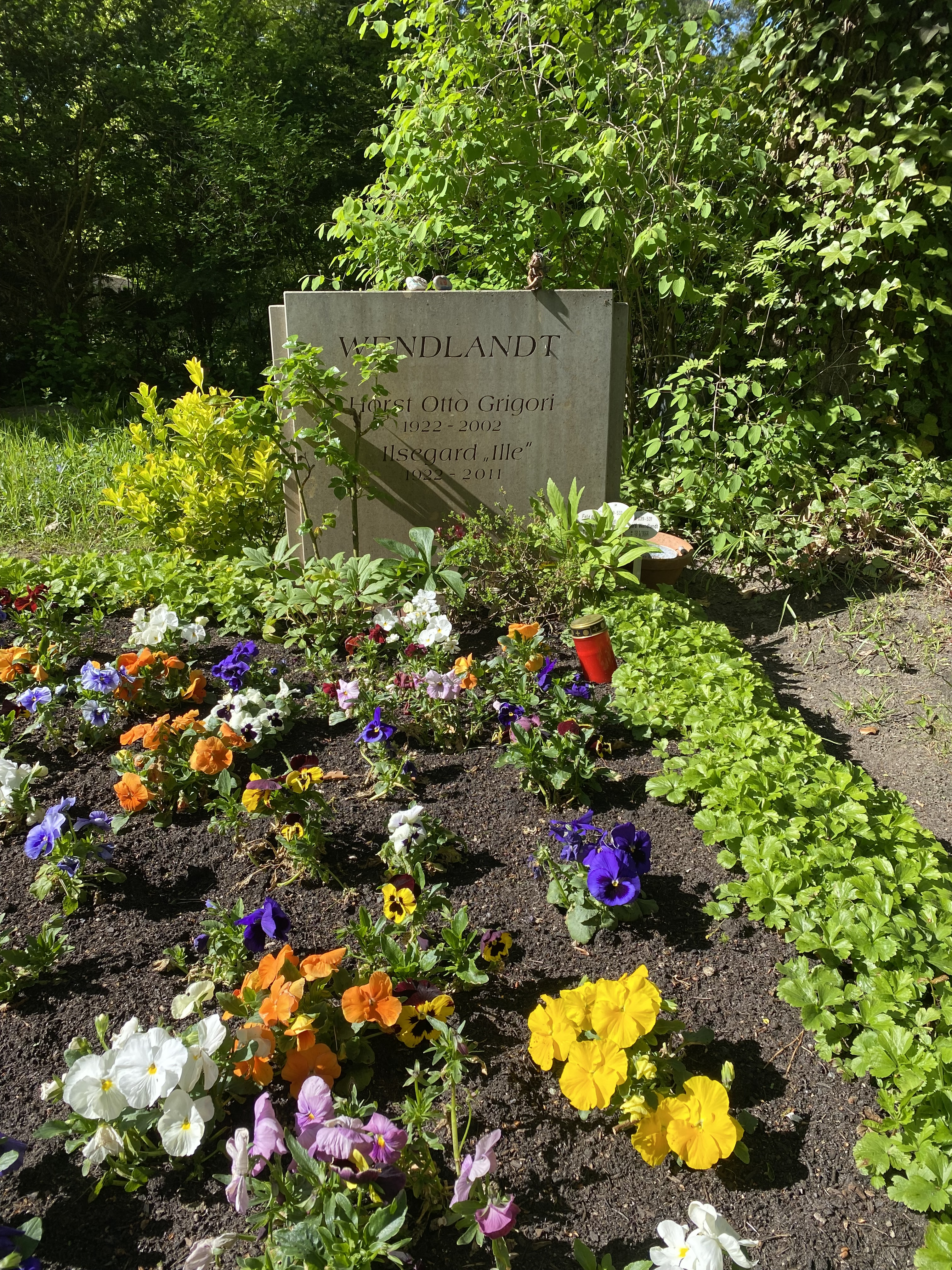
Grabstätte auf dem Waldfriedhof Zehlendorf

Wendlandt wurde auf dem deutschen Markt zum schärfsten Konkurrenten seines früheren Arbeitgebers Artur Brauner. Mit der Produktion der erfolgreichen und lukrativen Edgar-Wallace- und Karl-May-Filme in den 1960er Jahren erlangte er größte Popularität. Nach dem Tod der Winnetou-Figur im letzten Teil der Winnetou-Trilogie 1965 prasselte auf den Produzenten eine in der deutschen Kinogeschichte bis dahin einmalige Protestwelle nieder, die ihn dazu veranlasste, sofort mit den Vorbereitungen für das nächste Karl-May-Abenteuer Old Surehand 1. Teil zu beginnen, bei dem er den Helden filmisch wiederauferstehen ließ. Doch als Ende 1966 die Exklusivverträge Wendlandts mit den Stars Lex Barker und Pierre Brice ausgelaufen waren und Brice zögerte, den neuen Vertrag zu unterschreiben, beendete Wendlandt die weitere Zusammenarbeit, zumal der Erfolg der Winnetou-Filme inzwischen nachgelassen hatte.
Wendlandt arbeitete mit vielen Stars des europäischen Kinos zusammen. Besonderes Augenmerk legte er dabei auf Komödien, die mit den Protagonisten Heinz Erhardt, Otto Waalkes, Loriot („Ödipussi“, 1988, und „Pappa ante portas“, 1991) auf seiner langen Erfolgsliste stehen. Er betätigte sich auch im Filmverleih und brachte unter anderem das Duo Bud Spencer und Terence Hill in die Kinos. 1998 erhielt Wendlandt den Scharlih-Preis, die bekannteste Auszeichnung, die mit dem Namen Karl May verbunden ist.
Sohn Matthias (* 1952) und Tochter Susan (* 1956) übernahmen ebenfalls Produktionsaufgaben bei Rialto.
Horst Wendlandt, der mit Ilsegard Winter verheiratet war, starb am 30. August 2002 in Berlin an Krebs. 
Wendlandt hatte 1969 Gut Rothsee im Landkreis Weilheim-Schongau erworben und nutzte es als Zweitwohnsitz und für legendäre Feiern mit Schauspielern und Filmteams. Er ruht auf dem Waldfriedhof Zehlendorf (Feld 039).

## Plagiatsvorwürfe
Sein früherer Arbeitgeber Artur Brauner behauptete zeit seines Lebens, Wendlandt habe die Idee für die erfolgreichen Verfilmungen der Karl-May-Romane aus seiner Schublade „geklaut“. Dieser Behauptung steht allerdings die bis heute bestehende „Legende“ gegenüber, dass sein Sohn Matthias ihn nach dem Lesen eines Karl-May-Buches auf die Abenteuerstoffe aufmerksam gemacht habe.

## Auszeichnungen
- 1963 – Bambi, für den kommerziell erfolgreichsten deutschen Film des Jahres: Der Schatz im Silbersee
- 1964 – Bambi, für den kommerziell erfolgreichsten deutschen Film des Jahres: Winnetou I
- 1966 – Bambi, für den erfolgreichsten deutschen Großfilm des Jahres: Winnetou III
- 1968 – Goldene Leinwand zum 25. Wallace-Film für (bis dahin) 72 Millionen Besucher von Wallace-Krimis der Rialto/Constantin-Film
- 1987 – Bambi
- 1987 – Chevalier de l'Ordre des Arts et des Lettres
- 1995 – Bundesfilmpreis (Filmband in Gold) Ehrenpreis
- 1996 – DIVA-Award
- 1998 – Scharlih-Auszeichnung
- 2000 – Goldene-Kamera-Ehrenpreis
- 2001 – Berliner Bär (B.Z.-Kulturpreis)
- 2002 – Internationale Filmfestspiele Berlin, Berlinale Kamera

## Filmografie

### Herstellungsleitung
- 1956: Der erste Frühlingstag
- 1956: Liebe
- 1956: Du bist Musik
- 1956: Ein Mann muß nicht immer schön sein
- 1957: Wie ein Sturmwind
- 1957: Die Unschuld vom Lande
- 1957: Kindermädchen für Papa gesucht
- 1957: Das einfache Mädchen
- 1957: Die Frühreifen
- 1957: Liebe, Jazz und Übermut
- 1958: Und abends in die Scala
- 1958: Gestehen Sie, Dr. Corda!
- 1958: Petersburger Nächte
- 1958: Ihr 106. Geburtstag
- 1958: Wehe, wenn sie losgelassen
- 1958: Ohne Mutter geht es nicht
- 1958: Hier bin ich – hier bleib ich
- 1959: Was eine Frau im Frühling träumt
- 1959: Peter schießt den Vogel ab
- 1959: La Paloma
- 1959: Du bist wunderbar
- 1959: Alt Heidelberg
- 1960: Herrin der Welt
- 1960: Scheidungsgrund: Liebe
- 1960: O sole mio
- 1961: Und sowas nennt sich Leben
- 1961: Der grüne Bogenschütze

### Produktion oder Co-Produktion
- 1961: Die toten Augen von London
- 1961: Das Geheimnis der gelben Narzissen
- 1961: Der Fälscher von London
- 1961: Die seltsame Gräfin
- 1961: Unser Haus in Kamerun
- 1962: Das Rätsel der roten Orchidee
- 1962: Die Tür mit den sieben Schlössern
- 1962: Das Gasthaus an der Themse
- 1962: Ich bin auch nur eine Frau
- 1962: Der Schatz im Silbersee
- 1963: Der Zinker
- 1963: Der schwarze Abt
- 1963: Das indische Tuch
- 1963: Winnetou 1. Teil
- 1964: Zimmer 13
- 1964: Wartezimmer zum Jenseits
- 1964: Die Gruft mit dem Rätselschloß
- 1964: Der Hexer
- 1964: Winnetou 2. Teil
- 1964: Unter Geiern
- 1964: Das Verrätertor
- 1965: Neues vom Hexer
- 1965: Der Ölprinz
- 1965: Winnetou 3. Teil
- 1965: Old Surehand 1. Teil
- 1965: Der unheimliche Mönch
- 1966: Winnetou und das Halbblut Apanatschi
- 1966: Der Bucklige von Soho
- 1966: Winnetou und sein Freund Old Firehand
- 1966: Das Geheimnis der weißen Nonne
- 1967: Das älteste Gewerbe der Welt (Le plus vieux métier du monde)
- 1967: Die blaue Hand
- 1967: Die Zeit der Kirschen ist vorbei
- 1967: Der Mönch mit der Peitsche
- 1967: Der Hund von Blackwood Castle
- 1968: Im Banne des Unheimlichen
- 1968: Van de Velde: Die vollkommene Ehe
- 1968: Der Gorilla von Soho
- 1968: Zum Teufel mit der Penne
- 1969: Der Mann mit dem Glasauge
- 1969: Klassenkeile
- 1969: Das Gesicht im Dunkeln (A doppia faccia)
- 1969: Van de Velde: Das Leben zu zweit – Die Sexualität in der Ehe
- 1969: Dr. med. Fabian – Lachen ist die beste Medizin
- 1969: Der Kerl liebt mich – und das soll ich glauben?
- 1969: Wie der nackte Wind des Meeres
- 1970: Wie kommt ein so reizendes Mädchen zu diesem Gewerbe?
- 1970: Die Herren mit der weißen Weste
- 1970: Was ist denn bloß mit Willi los?
- 1970: Die Feuerzangenbowle
- 1970: Hurra, wir sind mal wieder Junggesellen!
- 1971: Die Tote aus der Themse
- 1971: Rosy und der Herr aus Bonn
- 1971: Unser Willi ist der Beste
- 1972: Willi wird das Kind schon schaukeln
- 1972: Der Killer und der Kommissar
- 1972: Das Geheimnis der grünen Stecknadel
- 1972: Das Rätsel des silbernen Halbmonds
- 1972: Hauptsache Ferien
- 1972: Keine Welt für Kinder (Dokumentarfilm)
- 1973: Die Schlange (Le serpent)
- 1973: Mein Name ist Nobody (Il mio nome è Nessuno)
- 1975: Nobody ist der Größte (Un genio, due compari, un pollo)
- 1977: Das Schlangenei
- 1978: Plattfuß in Afrika
- 1978: Sie nannten ihn Mücke
- 1978: Eine einfache Geschichte
- 1980: Aus dem Leben der Marionetten
- 1980: Lili Marleen
- 1981: Eine Faust geht nach Westen
- 1981: Lola
- 1981: Der Mann im Pyjama
- 1982: Die Sehnsucht der Veronika Voss
- 1982: Das As der Asse (L'As des as)
- 1983: Erste Sehnsucht
- 1983: Ein Mann meiner Größe
- 1985: Otto – Der Film
- 1986: Momo
- 1987: Otto – Der neue Film
- 1988: Ödipussi
- 1989: Otto – Der Außerfriesische
- 1990: Der Skipper
- 1991: Pappa ante portas
- 1991: Einmal Arizona
- 1992: Cosimas Lexikon
- 1992: Otto – Der Liebesfilm
- 1992: Wir Enkelkinder
- 1993: Kein Pardon
- 1993: Alarm in Sköldgatan
- 1993: Und die Großen lässt man laufen
- 1993: Die Tote im Göta-Kanal
- 1993: Der Mann auf dem Balkon (Fernsehfilm)
- 1994: Der Polizistenmörder (Fernsehfilm)
- 1994: Stockholm Marathon (Fernsehfilm)
- 1994: Die Troublemaker
- 1995: Die Tote von Amelung (Fernseh-Dreiteiler)
- 1995: Der Mann auf der Bettkante (Fernsehfilm)
- 1995: Edgar Wallace: Das Karussell des Todes (Fernsehfilm)
- 1995: Edgar Wallace: Die Katze von Kensington (Fernsehfilm)
- 1995: Edgar Wallace: Der Blinde (Fernsehfilm)
- 1995: Trinity und Babyface (Trinità & Bambino… e adesso tocca di noi)
- 1996: Gnadenlos (Fernsehfilm)
- 1997: Palmetto
- 1998: Edgar Wallace: Die unheimlichen Briefe (Fernsehfilm)
- 1998: Edgar Wallace: Das Haus der toten Augen (Fernsehfilm)
- 1998: Edgar Wallace: Das Schloss des Grauens (Fernsehfilm)
- 1998: Edgar Wallace: Die vier Gerechten (Fernsehfilm)
- 1998: Edgar Wallace: Whiteface (Fernsehfilm)
- 1998: Ein tödliches Verhältnis
- 1999: Die Handschrift des Mörders (Fernsehfilm)
- 2000: Otto – Der Katastrofenfilm